# Tropfenliest
Der Tropfenliest (Actenoides lindsayi) ist ein auf den Philippinen endemischer Vogel aus der Familie der Eisvögel.

## Beschreibung

### Aussehen
Adulte Tropfenlieste erreichen eine Länge von ca. 26 Zentimetern.
Zwischen den Geschlechtern besteht ein schwacher Sexualdimorphismus. Bei den Männchen ist der Oberkopf grün mit einem darunter befindlichen bläulich gefärbtem Überaugenstreif sowie einem schwarzen Augenstreif. Wangen, Kehle und Kragen sind orange braun gefärbt. Auffallend ist ein blauer Bartstreifen. Namensgebend sind die abwechselt schwarz und weiß gefärbten tropfenförmigen Flecke auf Brust und Bauch. Das gesamte übrige Gefieder ist olivgrün bis braungrün gefärbt und mit kleinen hellen Flecken durchsetzt. Die Weibchen zeigen ähnliche Zeichnungsmuster wie die Männchen. Ihnen fehlen jedoch die orange braunen und blauen Zeichnungselemente. Der Oberschnabel hat bei beiden Geschlechtern eine blaugraue, der Unterschnabel eine gelbliche Farbe. Die Iris ist schwarzbraun. Beine und Füße sind gelbgrün.

### Lautäußerungen
Die Lautäußerungen des Tropfenliest sind meist vor der Morgendämmerung als eine Sequenz von zunächst aufsteigenden und anschließend abfallenden Pfeiftönen zu hören, deren Abfolge etwa sechs bis neun Sekunden andauert.

## Verbreitung und Lebensraum
Der Tropfenliest lebt auf den Philippinen bevorzugt in Bergregenwäldern, manchmal in der Nähe von Waldbächen, im Allgemeinen unterhalb von 1200 Metern. Zuweilen wurde er auch in dichten Gestrüpp in Gärten beobachtet.

## Unterarten
Neben der im Norden der Philippinen vorkommenden Nominatform Actenoides lindsayi lindsayi ist eine weitere Unterart bekannt:
- Actenoides lindsayi moseleyi Steere, 1890, auf den Inseln Negros und Panay

## Lebensweise
Die Vögel ernähren sich in erster Linie von Käfern und Schnecken, gelegentlich auch von kleinen Wirbeltieren. Männchen mit vergrößerten Gonaden und Weibchen mit Eiern im Eileiter wurden in den Monaten März, April und Mai dokumentiert. Nesthöhlen werden zuweilen in baumartige Termitenhügel gegraben. Weitere Details zur Lebensweise und zum Brutverhalten müssen noch erforscht werden.

## Gefährdung
Der Tropfenliest ist in seinen Verbreitungsgebieten nicht selten und wird demzufolge von der Weltnaturschutzorganisation IUCN als  „least concern = nicht gefährdet“ klassifiziert.